# Johan Casimir van Palts-Kleeburg
Johan Casimir van Palts-Kleeburg (Zweibrücken, 20 april 1589 - Söderköping, 18 juni 1652) was van 1611 tot aan zijn dood vorst van Palts-Kleeburg. Hij behoorde tot de linie Palts-Zweibrücken van het huis Wittelsbach.

## Levensloop
Johan Casimir was de derde en jongste zoon van vorst Johan I van Palts-Zweibrücken en Magdalena, een dochter van hertog Willem de Rijke van Kleef. 
In 1591 stipuleerde zijn vader dat Johan Casimir als apanage het graafschap Neukastel in de Palts zou krijgen. Na de dood van zijn vader in 1604 ondertekende hij in 1611 met zijn oudste broer Johan II een compromis waarbij Johan Casimir enkel het kasteel van Neukastel kreeg, gekoppeld met een jaarlijks salaris van 3.000 florijnen uit de inkomsten van het vorstendom Palts-Zweibrücken. Van 1611 tot 1617 resideerde hij in Neukastel en van 1617 tot aan zijn dood in 1652 resideerde hij als vorst in Birlenbach in het district Kleeburg.
In opdracht van de Protestantse Unie reisde Johan Casimir in 1613 naar Stockholm om koning Gustaaf II Adolf van Zweden voor het bondgenootschap met de Duitse protestantse vorsten te winnen. Op 21 juni 1615 huwde hij in Stockholm met Catharina Wasa (1584-1638), de halfzus van koning Gustaaf II Adolf van Zweden. Wegens de verwarde omstandigheden in de Dertigjarige Oorlog verbleef hij vanaf 1622 hoofdzakelijk in Zweden, waar hij van Gustaaf II Adolf het Slot Stegeborg in Söderköping als woonresidentie kreeg. Tijdens de afwezigheid van de koning, die met een legermacht naar Duitsland was overgestoken, was hij verantwoordelijk voor de legerzaken en voor de rijksinkomsten.
Nadat Gustaaf II Adolf in 1632 sneuvelde bij de Slag bij Lützen, werd diens minderjarige dochter Christina I koningin onder een regentenraad geleid door rijkskanselier Axel Oxenstierna. Tijdens dit regentschap verzamelde Johan Casimir op het Slot Stegeborg een kring van vijanden van Oxenstierna. Deze kring zou Johan Casimir en zijn nakomelingen helpen bij hun weg naar de Zweedse troon.
Toen Christina in 1644 volwassen werd, gebruikte ze de steun van Johan Casimir en zijn zonen Karel Gustaaf en Adolf Johan om zich van het regentschap van Oxenstierna te bevrijden. In 1647 werd zijn zoon Karel Gustaaf door Christina benoemd tot opperbevelhebber van de Zweedse troepen in Duitsland en tegelijkertijd maakte Christina bekend dat ze niet met hem ging trouwen. Toen Karel Gustaaf in 1649 door de Rijksdag tot troonopvolger en erfprins van Zweden werd benoemd, had Johan Casimir zijn doel bereikt.
Christina maakte in 1650 duidelijk dat ze niet van plan was om te trouwen en op 6 juni 1654, twee jaar na de dood van Johan Casimir, abdiceerde ze als koningin van Zweden. Karel Gustaaf werd de volgende dag onder de naam Karel X de nieuwe koning van Zweden en trad af als vorst van Palts-Kleeburg ten voordele van zijn jongere broer Adolf Johan I. In juni 1652 stierf Johan Casimir op 63-jarige leeftijd in het Slot Stegeborg.

## Voorouders
| Overgootouders                               | Lodewijk II van Palts-Zweibrücken (1502-1532) ∞ Elisabeth van Hessen (1503-1563) | Lodewijk II van Palts-Zweibrücken (1502-1532) ∞ Elisabeth van Hessen (1503-1563) | Filips I van Hessen (1504–1567) ∞ Christina van Saksen(-)                   | Filips I van Hessen (1504–1567) ∞ Christina van Saksen(-)                   | Johan III van Kleef (1490-1539) ∞ 1451 Maria van Gullik (1491-1543)         | Johan III van Kleef (1490-1539) ∞ 1451 Maria van Gullik (1491-1543)         | Keizer Ferdinand I (1503-1564) ∞ 1521 Anna van Bohemen en Hongarije (1503–1547) | Keizer Ferdinand I (1503-1564) ∞ 1521 Anna van Bohemen en Hongarije (1503–1547) |
| Grootouders                                  | Wolfgang van Palts-Zweibrücken (1526-1569) ∞ Anna van Hessen (1529-1591)         | Wolfgang van Palts-Zweibrücken (1526-1569) ∞ Anna van Hessen (1529-1591)         | Wolfgang van Palts-Zweibrücken (1526-1569) ∞ Anna van Hessen (1529-1591)    | Wolfgang van Palts-Zweibrücken (1526-1569) ∞ Anna van Hessen (1529-1591)    | Willem V van Kleef (1516-1592) ∞ 1451 Maria van Oostenrijk (1531-1581)      | Willem V van Kleef (1516-1592) ∞ 1451 Maria van Oostenrijk (1531-1581)      | Willem V van Kleef (1516-1592) ∞ 1451 Maria van Oostenrijk (1531-1581)          | Willem V van Kleef (1516-1592) ∞ 1451 Maria van Oostenrijk (1531-1581)          |
| Ouders                                       | Johan I van Palts-Zweibrücken (1550-1604) ∞ Magdalena van Kleef (1553-1633)      | Johan I van Palts-Zweibrücken (1550-1604) ∞ Magdalena van Kleef (1553-1633)      | Johan I van Palts-Zweibrücken (1550-1604) ∞ Magdalena van Kleef (1553-1633) | Johan I van Palts-Zweibrücken (1550-1604) ∞ Magdalena van Kleef (1553-1633) | Johan I van Palts-Zweibrücken (1550-1604) ∞ Magdalena van Kleef (1553-1633) | Johan I van Palts-Zweibrücken (1550-1604) ∞ Magdalena van Kleef (1553-1633) | Johan I van Palts-Zweibrücken (1550-1604) ∞ Magdalena van Kleef (1553-1633)     | Johan I van Palts-Zweibrücken (1550-1604) ∞ Magdalena van Kleef (1553-1633)     |
| Johan Casimir van Palts-Kleeburg (1589-1652) |                                                                                  |                                                                                  |                                                                             |                                                                             |                                                                             |                                                                             |                                                                                 |                                                                                 |

## Nakomelingen
Johan Casimir en Catharina kregen acht kinderen:
- Christina Magdalena (1616-1662), huwde in 1642 met markgraaf Frederik VI van Baden-Durlach
- Karel Frederik (1618-1619)
- Elisabeth Amalia (1619-1628)
- Karel Gustaaf (1622-1660), vorst van Palts-Kleeburg en koning van Zweden
- Maria Euphrosina (1625-1687), huwde in 1647 met Zweedse veldheer en latere rijkskanselier Magnus Gabriel De la Gardie
- Eleonora Catharina (1626-1692), huwde in 1646 met landgraaf Frederik van Hessen-Eschwege
- Christina van Palts (1628-1629)
- Adolf Johan I (1629-1689), keizerlijke maarschalk, hertog van Stegeborg en Palts-Kleeburg